# Rumex patientia
Espèce

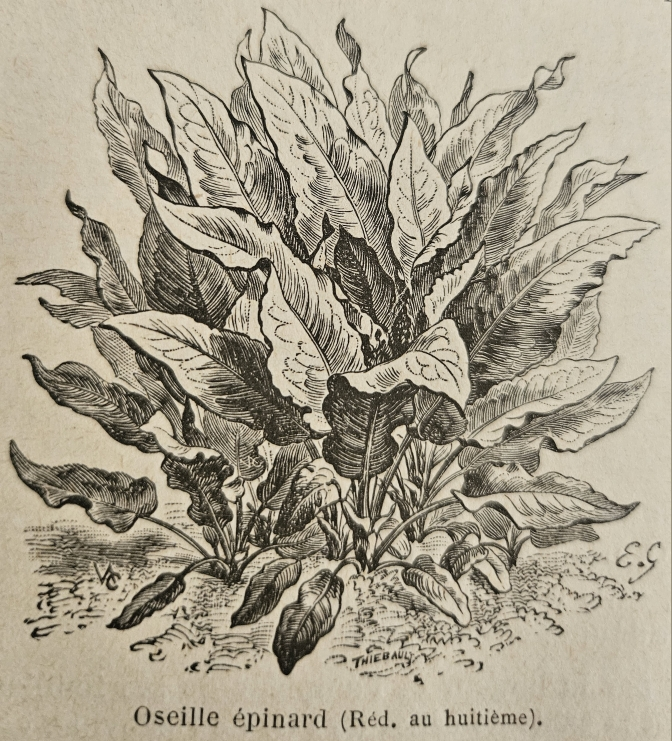
Illustration de l'oseille épinard (Rumex patientia) dans Les plantes potagères Vilmorin 1925

Rumex patientia, la Grande patience ou Épinard-oseille, est une espèce de plantes dicotylédones de la famille des Polygonaceae, sous-famille des Polygonoideae, originaire d'Eurasie.
C'est une plante herbacée vivace aux tiges dressées pouvant atteindre 1,5 à 2 mètres de haut. Elle se rencontre le long des cours d'eau, dans les vallées humides du niveau de la mer jusqu'à 4 000 mètres d'altitude. Elle s'est naturalisée dans diverses parties du monde, notamment en Amérique du Nord.
Les feuilles de Rumex patientia sont comestibles et peuvent se consommer comme des épinards.

## Description

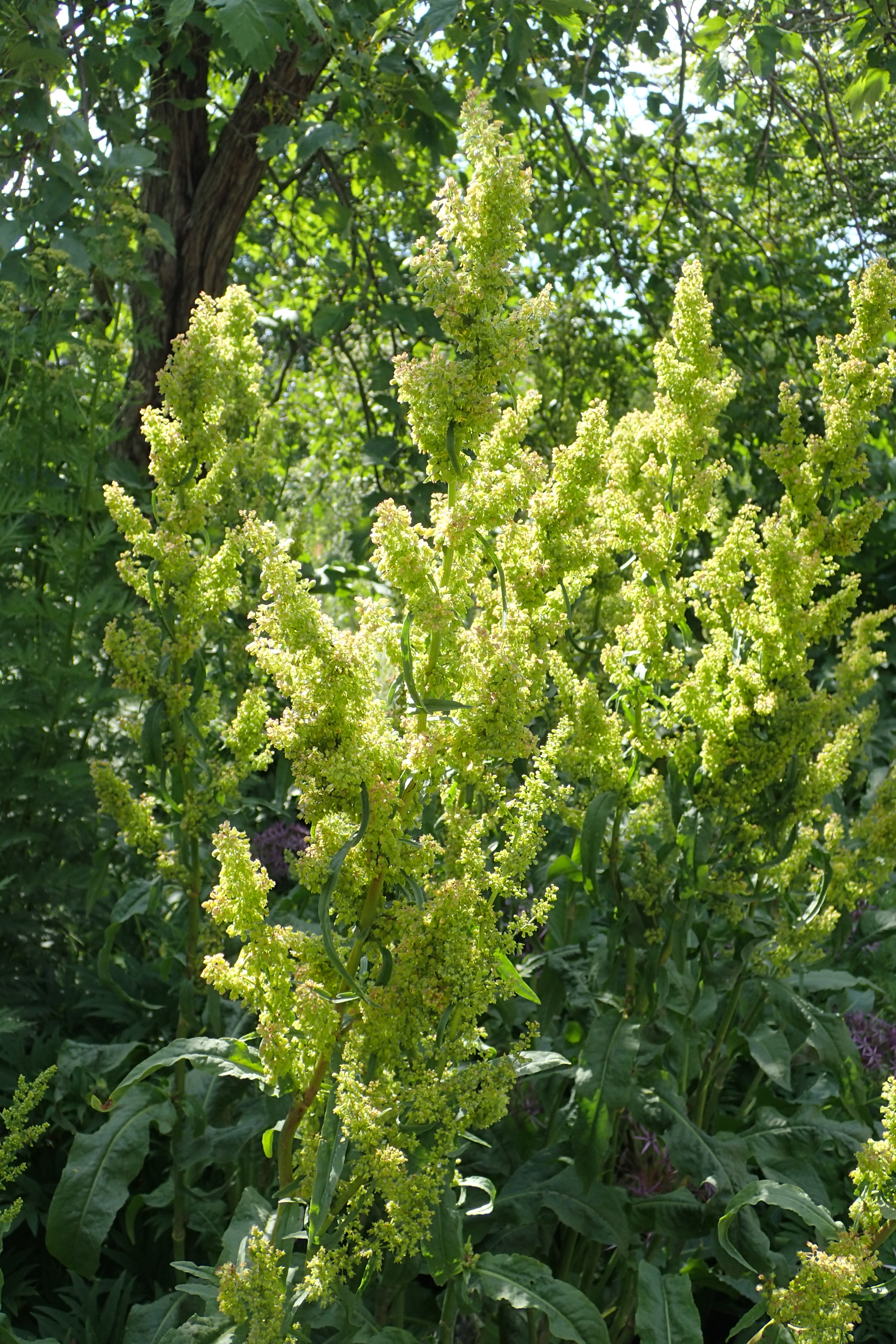
Inflorescence.

### Appareil végétatif
Rumex patientia est une plante herbacée vigoureuse, à port dressé, qui peut atteindre 1 à 2 mètres de haut. Elle est vivace par sa racine pivotante profonde (environ 45 cm), fibreuse, à chair jaune, atteignant jusqu'à 3 cm de diamètre.
Les tiges dressées, robustes, cannelées, de 80 à 150 cm (voire 2 mètres) de haut, sont ramifiées dans leur moitié supérieure.
Les feuilles basales, glabres, vert clair, au pétiole de 5 à 15 cm de long, présentent un limbe oblong ou oblong-lancéolé, de 15 à 30 de long sur 5 à 10 cm de large, à la base arrondie, largement cunéiforme ou subcordée, à la marge ondulée et à l'apex aigu à subaigu. Les feuilles caulinaires, courtement pétiolées ou presque sessiles, alternes, sont petites, lancéolées. Elles présentent une ochréa (gaine résultant de la fusion des stipules) fugace, membraneuse, de 2 à 4 cm de long.

### Appareil reproducteur
Les fleurs, bisexuées, verdâtres, sont densément groupées en une panicule compacte et rameuse. Elles sont portées par un pédicelle mince, articulé en dessous du milieu, à l'articulation renflée et légèrement infléchie chez le fruit. Elles présentent un périanthe composé de six tépales, un androcée comprenant six étamines et un gynécée formé de trois carpelles, à ovaire uniloculaire comprenant un seul ovule, surmonté de trois stigmates multifides. Les tépales externes, oblongs, mesurent environ 1,5 mm de long. Les tépales internes, subsistant sur le fruit, sont élargis. Ils présentent des valves largement cordées, de 6 à 7 mm de long, avec des tubercules étroitement ovales, à nervures nettes, à la base profondément cordée, à la marge entière ou indistinctement érodée, et à l'apex obtus.
Le fruit est un akène brun, brillant, de forme ovoïde trigone, à l'apex acuminé, long de 2,5 à 3 mm. Il est enveloppé par les tépales internes accrescents. Il contient une seule graine triangulaire de couleur rouge, de 1,5 mm de long,.

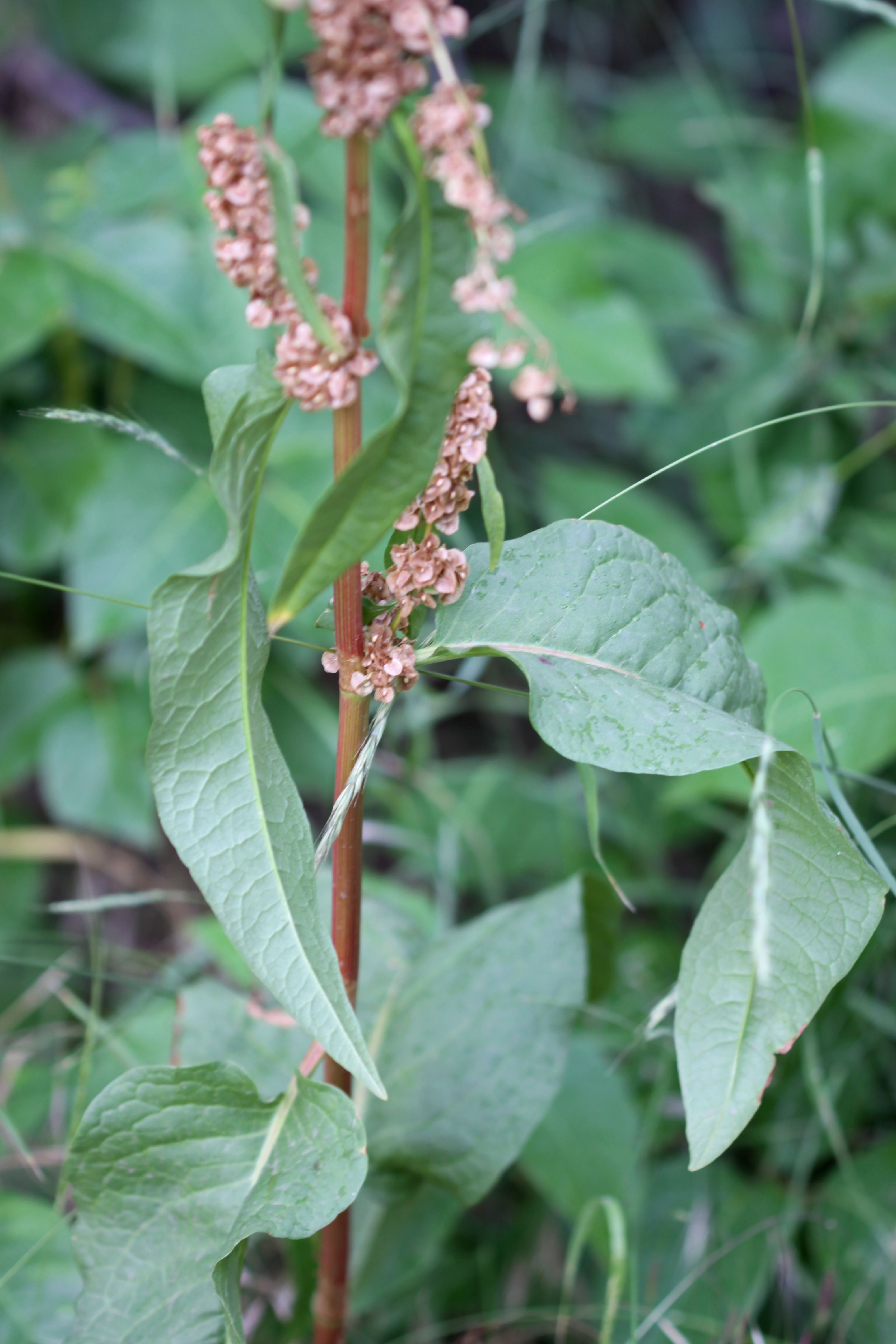
Port de la plante.
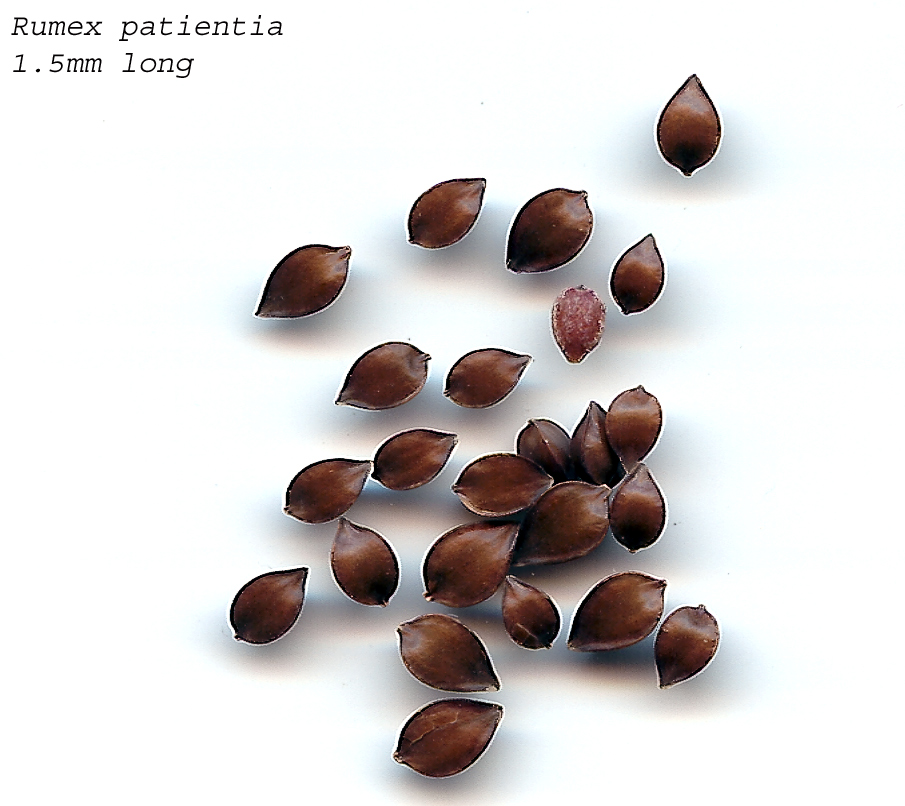
Graines.
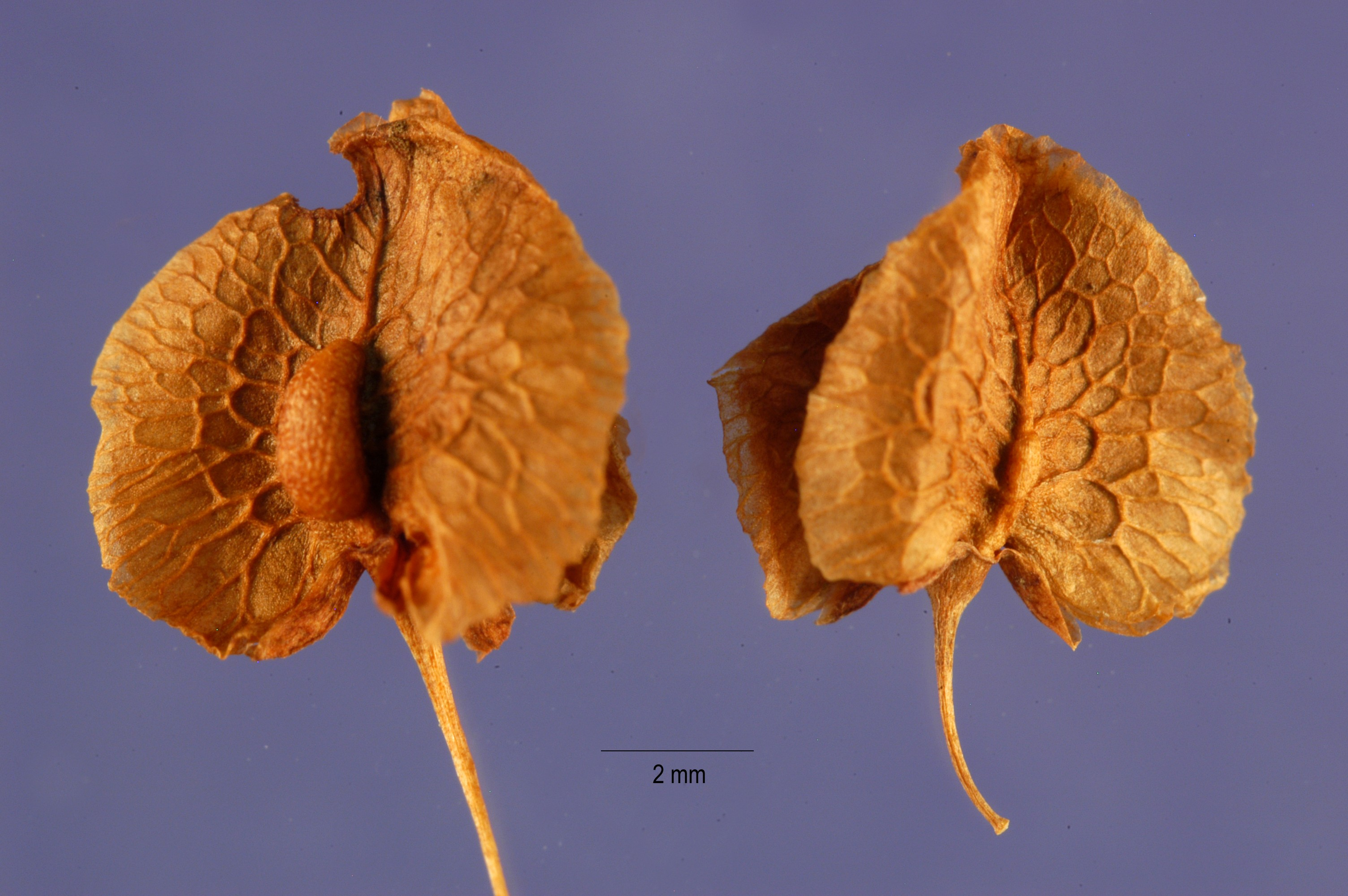
fruits.

### Caryologie
Dans le genre Rumex, le nombre chromosomique de base est x = 10. L'espèce R. patientia est généralement hexaploïde avec 60 chromosomes (2n = 6x = 60), mais des spécimens tétraploïdes (40 chromosomes) et octoploïdes (80 chromosomes) ont également été signalés.

## Distribution et habitat
L'aire de répartition originelle de Rumex patientia s'étend dans une grande partie de l'Eurasie, de l'Italie à la Corée. Elle englobe notamment l'Europe centrale, orientale et méditerranéenne, les Balkans, la Russie, les régions de la mer Noire et du Caucase, l'Asie mineure, l'Asie centrale (Kazakhstan, Kirghizistan, Tadjikistan), la Mongolie, la Chine (provinces de Gansu, Hebei, Heilongjiang, Henan, Hubei, Hunan, Jilin, Liaoning, Nei Mongol, Ningxia, Qinghai, Shaanxi, Shandong, Shanxi, Sichuan, Xinjiang, Xizang). L'espèce a été introduite et naturalisée en Amérique du Nord (États-Unis, Canada) et dans d'autres parties du monde : Europe occidentale, Scandinavie, Extrême-Orient russe, Sakhaline, Amérique du Sud (Colombie, Pérou), Malaisie,.
Cette plante pousse le long des fossés, des cours d'eau, dans les vallées humides, du niveau de la mer à 4 000 mètres d'altitude.

## Taxinomie
L'espèce Rumex patientia a été décrite en premier par Linné et publié en 1753 dans son Species plantarum 1: 333.

### Étymologie
- Le nom générique, Rumex, est un substantif emprunté au latin Rumex, désignant une espèce de dard, en référence à la forme pointue des feuilles de certaines espèces de ce genre[8].
- L'épithète spécifique, patientia, est la forme latinisée par Linné du terme français « patience ». Ce dernier est dérivé du latin lapathium, ou lapathum, emprunté au grec ancien λάπαθον  (lápathon), qui désignait déjà ce type de plantes[8]. L'évolution phonétique du latin « lapathium » vers l'ancien français puis vers la forme moderne « patience », par attraction de « patience » au sens premier de « vertu », résulte de l'abandon de la première syllabe assimilée à l'article « la »[9].

### Synonymes
Selon World Flora Online (WFO) (13 novembre 2021)
- Acetosa patientia (L.) M.Gómez[6]
- Lapathum hortense Garsault
- Lapathum hortense Lam.
- Rumex callosus (F. Schmidt ex Maxim.) Rech. f.
- Rumex interruptus Rech. f.
- Rumex patientia subsp. callosus (F. Schmidt ex Maxim.) Rech. f.
- Rumex patientia subsp. interruptus Rech. f.
- Rumex patientia subsp. pamiricus (Rech. f.) Rech. f.
- Rumex patientia subsp. tibeticus (Rech. f.) Rech. f.
- Rumex patientia var. callosus F. Schmidt ex Maxim.
- Rumex patientia var. tibeticus Rech. f.* Rumex tibeticus Rech. f.

### Sous-espèces et variétés
Selon Tropicos (13 novembre 2021) (Attention liste brute contenant possiblement des synonymes) :
- sous-espèces :
  - Rumex patientia subsp. callosus (F. Schmidt ex Maxim.) Rech. f.
  - Rumex patientia subsp. graecus (Boiss. & Heldr.) H. Lindb.
  - Rumex patientia subsp. interruptus Rech. f.
  - Rumex patientia subsp. orientalis Danser
  - Rumex patientia subsp. pamiricus (Rech. f.) Rech. f.
  - Rumex patientia subsp. patientia
  - Rumex patientia subsp. recurvatus (Rech.) Rech. f.
  - Rumex patientia subsp. tibeticus (Rech. f.) Rech. f.
- variétés :
  - Rumex patientia var. callosus F. Schmidt ex Maxim.
  - Rumex patientia var. tibeticus Rech. f.

### Noms vernaculaires
- Patience, patience des jardins, patience des moines[11], grande patience[12], chou-de-Paris, épinard-oseille, parelle, épinard-immortel, épinard-perpétuel[13], oseille-patience, oseille-épinard[14], rumex patience[15].

## Utilisation

### Plante alimentaire
Les feuilles cuites se consomment comme des épinards. Leur saveur est douce, moins acide que celle de l'oseille commune, et rappelle celle de l'épinard,.
Dans la cuisine roumaine, les feuilles de la Grande patience sont utilisées pour préparer des rouleaux farcis à la viande (cf. sarmale).
En Turquie, plusieurs espèces du genre Rumex (R. patientia, R. crispus, R. acetosella, R. obtusifolius), font partie des plantes dont les feuilles, récoltées dans la nature, sont consommées sous diverses formes, crues en salade, ou cuites en soupes, tartes, farcies, frites, etc. Les grandes feuilles de certaines espèces de plantes sauvages dont la Grande patience, mais aussi par exemple Beta trigyna ou Rumex gracilescens servent à préparer un plat traditionnel turc cuit au four, le dolma, les feuilles étant enroulées autour d'un  mélange de farce à base de riz et de viande hachée.
En France, l'emploi de cette plante est autorisé dans les compléments alimentaires.

### Plante médicinale
Les racines de la grande patience sont utilisées en herboristerie comme tonique, amer et dépuratif. Elles sont réputées riches en fer. Elles contiennent également des tanins et des dérivés anthracéniques.
Cette plante est citée dans le Traité pratique et raisonné des plantes médicinales indigènes de François-Joseph Cazin (1868) qui indique qu'elle était à l'époque cultivée dans les jardins pour usage médicinal.